# Pedro de Galíndez
Pedro José de Galíndez Vallejo, conocido como Peru Galíndez (Portugalete, 1891-Neguri, 2 de octubre de 1971) fue un deportista y directivo deportivo español.
Su padre fue uno de los fundadores del Real Sporting Club y de él heredó su afición a la Vela. Participó en los Juegos Olímpicos de Ámsterdam 1928, tripulando un balandro de la clase 6 metros llamado 'Fruits', propiedad del Real Sporting Club. 
En 1934 adquirió el yate Saltillo, que en 1968 donó a la entonces Escuela Superior de Náutica de Portugalete, hoy Escuela Técnica Superior de Náutica y Máquinas Navales integrada en la Universidad del País Vasco. 
Fue presidente de la Real Federación Española de Vela entre 1945 y 1959.
Además del deporte, participó en la fundación del Banco Comercial Agrícola, y en el Banco de Vizcaya llegó a ocupar el puesto de vicepresidente. Fue también presidente de la Cámara de Comercio, Industria y Navegación de Bilbao. Entre otros cargos importantes Peru Galindez fue alcalde de Portugalete. Por otra parte fue también presidente del Tribunal de Menores de Bilbao y vocal del Consejo Superior de Protección de Menores. 